# 12 месяцев (фильм, 2013)
«12 месяцев» — российский романтический фэнтезийный комедийный фильм. Премьера состоялась 5 сентября 2013 года.

## Сюжет
Маша Смирнова работает в московском караоке-клубе и мечтает о карьере певицы. С целью осуществления этой мечты она отправляется на прослушивание для конкурса, но в силу усталости, девушка засыпает перед входом в студию и пропускает свою очередь. Во сне, по аналогии со сказкой С. Я. Маршака «12 месяцев», к ней приходят месяцы Ноябрь и Декабрь в образе двух мужчин. Они говорят Маше, что она может загадать шесть желаний, которые они исполнят. Маша пишет их на листок и просыпается.
После того, как первое желание сбывается, Маша начинает верить в свой сон и существование волшебных месяцев, но вдруг оказывается, что желания исполняются не так, как ожидалось. Например, чтобы героиня смогла жить одна в квартире (одно из желаний), может умереть её дедушка (он попадает в больницу).
Маша находит способ встретиться опять с Ноябрём и Декабрём и просит их отменить все желания и вернуть всё назад. Месяцы сообщают Маше, что всё вернуть возможно, но для этого необходимо выполнить желания мальчика, вместо которого, по ошибке, она получила исполнение своих желаний.
Вместе с мальчиком Толиком они приступают к исполнению его желаний, причём это занятие превращается в приключение, а также приводит героиню ко встрече со всеми двенадцатью месяцами года.

## В ролях
| Актёр                 | Роль                      |
| --------------------- | ------------------------- |
| Алеса Качер           | Маша Смирнова             |
| Иван Дорн             | Шурик                     |
| Александр Головин     | Максимилиан               |
| Армен Джигарханян     | Дедушка Маши              |
| Мария Сёмкина         | Сестра Маши               |
| Екатерина Гусева      | Черномор, владелица клуба |
| Максим Виторган       | Ухажёр                    |
| Максим Юдин           | Толик/Январь              |
| Александр Емельяненко | Февраль                   |
| Эдуард Чекмазов       | Таксист/Март              |
| Аристарх Венес        | Апрель                    |
| Dj Smash              | Май                       |
| Эдгард Запашный       | Июнь                      |
| Аскольд Запашный      | Июль                      |
| Евгений Малкин        | Сентябрь                  |
| Илья Ковальчук        | Октябрь                   |
| Артур Смольянинов     | Ноябрь                    |
| Виктор Бычков         | Декабрь                   |